# 西山雄二
西山 雄二（にしやま ゆうじ、1971年 - ）は、日本の哲学者。専門はフランス現代思想（主にジャック・デリダやモーリス・ブランショ）に関する研究、及び大学等における哲学教育のあり方に関する研究。学位は博士（学術）（一橋大学）。東京都立大学人文科学研究科教授。2010年から2016年まで国際哲学コレージュのプログラム・ディレクター。

## 経歴
愛媛県生まれ。
- 1995年、神戸市外国語大学外国語学部国際関係学科卒業。
- 1997年、神戸市外国語大学大学院外国語学研究科国際関係学専攻修士課程修了。
- 2000年、一橋大学大学院言語社会研究科修士課程修了。
- 2002年、パリ第10大学DEA課程修了（哲学）。
- 2006年、東京大学21世紀COEプログラム「共生のための国際哲学交流センター」（UTCP）研究拠点形成特任研究員（ - 2007年）。
- 2007年、一橋大学大学院言語社会研究科博士後期課程修了。博士（学術）取得。博士論文は「異議申し立てとしての文学 - モーリス・ブランショにおける孤独、友愛、共同性 - 」（審査委員は鵜飼哲、恒川邦夫、森本淳生）[1]。
- 2007年、東京大学大学院総合文化研究科特任講師（グローバルCOE「共生のための国際哲学教育研究センター（UTCP）」所属）（ - 2010年）。
- 2010年、国際哲学コレージュプログラム・ディレクター（ - 2016年）。
- 2010年、首都大学東京大学院人文科学研究科文化関係論専攻及び人文社会学部准教授。
- 2009年、日本学術会議若手アカデミー活動検討分科会委員（-2011年）、特任連携会員（2011-14年）。
- 2012年、広島大学高等教育研究開発センター客員研究員（ - 2016年）。
- 2020年、東京都立大学大学院人文科学研究科文化関係論専攻及び人文社会学部教授。

## 著書

### 単著
- 『異議申し立てとしての文学 - モーリス・ブランショにおける孤独、友愛、共同性』（御茶の水書房） 2007
- 『哲学への権利』（勁草書房、DVD付） 2011
- Imagining an Abandoned Land, Listening to the Departed after Fukushima, Lambert, 2016.

### 編著
- 『哲学と大学』（未來社） 2009
- 『人文学と制度』（未来社） 2013
- 『カタストロフィと人文学』（勁草書房） 2014
- Rue Descartes, dir. Yuji Nishiyama, N° 88, 2016/1, Philosopher au Japon aujourd’hui, après Fukushima.
- 『終わりなきデリダ - ハイデガー、サルトル、レヴィナスとの対話』（齋藤元紀, 澤田直, 渡名喜庸哲と共編、法政大学出版局） 2017
- 『いま言葉で息をするために ウイルス時代の人文知』（勁草書房） 2021.
- 『ジャン=リュック・ナンシーの哲学——共同性、意味、世界』（読書人）2023.

### 部分執筆
- 『脱構築のポリティクス』（仲正昌樹編、御茶の水書房） 2003
- 『法の他者』（仲正昌樹編、御茶の水書房） 2004
- Whither Japanese philosophy? Reflections through other eyes, ジョン・マラルド編、UTCP 2009
- 『格闘する思想』（本橋哲也、平凡社新書） 2010
- 『連続講義 現代日本の四つの危機 哲学からの挑戦』（齋藤元紀編、講談社選書メチエ） 2015
- Université ou Anti-Université. Les humanités dans l'idée de formation supérieure, L’Harmattan, 2016.
- DERRIDA – LEVINAS. An Alliance Awaiting the Political, Mimesis, 2019.
- 『ジャック・デリダ「差延」を読む』読書人、2023年.

## 翻訳
- 『ヘーゲル - 否定的なものの不安』（ジャン＝リュック・ナンシー、共訳、現代企画室） 2003
- 『ブランショ政治論集 1958-1993』（モーリス・ブランショ、共訳、月曜社） 2005
- 『限界の哲学』（ドゥルシラ・コーネル、共訳、御茶の水書房） 2007
- 『ヘーゲルの未来 - 可塑性・時間性・弁証法』（カトリーヌ・マラブー、未來社） 2005
- 『倫理と無限 フィリップ・ネモとの対話』（エマニュエル・レヴィナス、ちくま学芸文庫） 2010
- 『ジャック・デリダ 動物性の政治と倫理』（パトリック・ロレッド、桐谷慧共訳、勁草書房） 2017
- 『犬たち』（マルク・アリザール、八木悠充共訳、法政大学出版局） 2019
- 『猫たち』（フロランス・ビュルガ、松葉類共訳、法政大学出版局 2019
- 『世界の終わりの後で 黙示録的理性批判』（ミカエル・フッセル、伊藤潤一郎, 伊藤美恵子, 横田祐美子共訳、法政大学出版局 2020
- 『真ん中の部屋 ヘーゲルから脳科学まで』（カトリーヌ・マラブー、星野太, 吉松覚共訳、月曜社） 2021
- 『抹消された快楽——クリトリスと思考』（カトリーヌ・マラブー、横田祐美子共訳、法政大学出版局） 2021
- 『ウエルベック発言集』（ミシェル・ウエルベック、八木悠允, 関大聡, 安達孝信と共訳、白水社） 2022
- 『ひとつ以上の言語』（バルバラ・カッサン、山根佑斗と共訳、読書人）2025

### ジャック・デリダ
- 『名を救う - 否定神学をめぐる複数の声』（ジャック・デリダ、共訳、未來社） 2005
- 『条件なき大学』（ジャック・デリダ、月曜社） 2008
- 『獣と主権者I』（ジャック・デリダ、亀井大輔, 佐藤朋子, 郷原佳以共訳、白水社） 2014
- 『獣と主権者II』（ジャック・デリダ、亀井大輔, 荒金直人, 佐藤嘉幸共訳、白水社） 2016
- 『哲学への権利1』（ジャック・デリダ、立花史, 馬場智一共訳、みすず書房） 2014
- 『哲学への権利2』（ジャック・デリダ、立花史, 馬場智一, 宮崎裕助, 藤田尚志, 津崎良典共訳、みすず書房） 2015
- 『嘘の歴史 序説』（ジャック・デリダ、未來社） 2017